# Инцидент с биографией Джона Сайгенталера

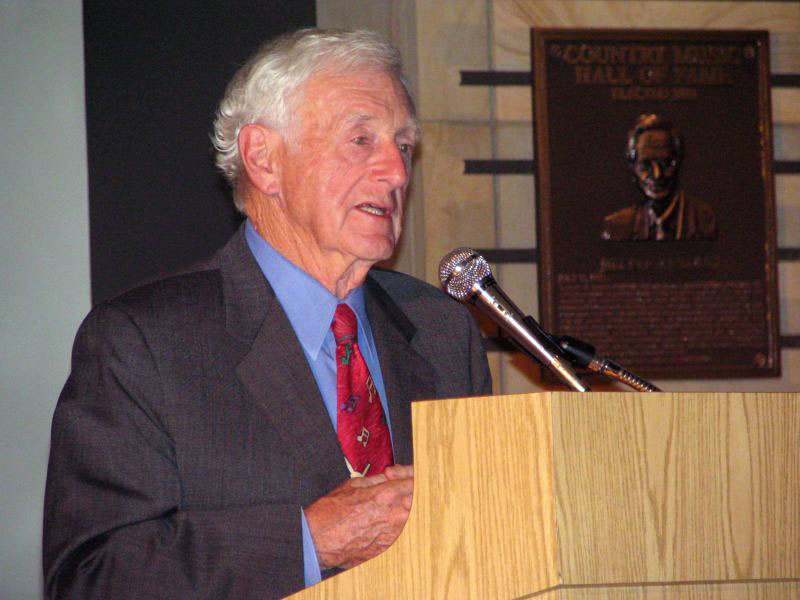
Джон Сайгенталер

Инцидент с биографией Джона Са́йгенталера — инцидент, произошедший в 2005 году, когда анонимный участник Википедии создал мистифицированную статью о Джоне Сайгенталере, известном писателе и журналисте. Некорректное содержание статьи не было сразу обнаружено, и её не исправляли на протяжении четырёх месяцев, до тех пор, пока она не была найдена самим героем статьи.
Скандал поставил под сомнение надёжность сведений, взятых из Википедии и других подобных сайтов, которые может отредактировать любой из пользователей. После этого случая в англоязычной Википедии был принят ряд мер для борьбы с вандализмом и добавлением ложной информации, в том числе запрет на создание новых статей анонимными пользователями.

## Мистификация
26 мая 2005 года в англоязычной версии Википедии анонимным пользователем была размещена биографическая статья о Джоне Сайгенталере, содержавшая вымышленные данные о жизни и деятельности Джона Сайгенталера, среди которых была информация о якобы многолетнем проживании Сайгенталера в СССР и его причастности к убийствам Джона Кеннеди и Роберта Кеннеди. Как выяснилось позднее, автором публикации оказался некий Брайан Чейс (англ. Brian Chase), менеджер курьерской компании Rush Delivery в Нашвилле, Теннесси, который, по своим собственным словам, написал эту статью и разместил её в Википедии ради шутки над своим другом, семья которого поддерживала дружеские отношения с семьёй Джона Сайгенталера.

## Обнаружение и правка
В сентябре 2005 года Виктор Джонсон мл., друг Сайгенталера, обнаружил статью и сообщил ему об этом. Джон переслал эту информацию друзьям и коллегам. 23 сентября коллега Сайгенталера скопировал в Википедию его официальную биографию с сайта Freedom Forum. На следующий день правка была отменена одним из редакторов Википедии, который посчитал, что новый текст не является свободным для распространения, и вернул старую версию статьи. Эрик Ньютон сообщил об этом Сайгенталеру в Нью-Йорке, на встрече комитета по защите прав журналистов. В октябре 2005 года Сайгенталер связался с Джимми Уэйлсом, и тот исправил статью и закрыл публичный доступ к истории правок. Однако ряд независимых от Википедии зеркал на протяжении нескольких недель показывал старую версию статьи.

## Поиски анонимного редактора
29 ноября 2005 года Сайгенталер написал о происшедшем статью для USA Today, в которой он называет Википедию «некорректным и безответственным исследовательским инструментом». Для The Tennessean Сайгенталер подготовил расширенную версию той же статьи, где он сообщил о своих безуспешных попытках найти анонимного правщика, разместившего его ложную биографию. Он попросил компанию BellSouth, интернет-провайдера анонима, провести идентификацию пользователя по IP-адресу, однако компания отказалась это делать без судебного решения.
Даниэль Брандт, антивикипедийный активист из Сан-Антонио, создатель сайта Wikipedia Watch, обнаружил, что IP анонима принадлежит компании Rush Delivery, о чём он сообщил Сайгенталеру и прессе и опубликовал эту информацию на своём сайте.
9 декабря 2005 года Брайан Чейс признался газете The Tenessean в том, что размещал ложную информацию о Сайгенталере в Википедии, и написал письмо с извинением Сайгенталеру. После этого он был уволен из компании. Сайгенталер не стал судиться с Чейсом — более того, он попросил компанию Rush Delivery вернуть тому работу, что и было сделано. В своём интервью прессе он отметил, что больше всего боится, что в результате возможных ложных правок статей о политиках правительство будет вынуждено контролировать Интернет.

## Реакция Фонда Викимедиа
13 декабря 2005 года в своём интервью BusinessWeek Уэйлс назвал причины, по которым мистификация так долго оставалась незамеченной, и предложил шаги, которые могут быть приняты для неповторения случившегося. Он отметил, что новых статей появляется так много, что более опытные участники не успевают проверить их достоверность. Поэтому временно было введено новое правило о том, что новые статьи могут создавать только зарегистрированные пользователи, необходимость чего подчёркивал и Сайгенталер в своей критике Википедии. Однако регистрации не требуется для внесения изменений в уже существующие статьи.
Уэйлс также высказал мнение, что энциклопедия в целом (вне зависимости, печатная она или электронная) не может быть использована как первичный источник и не может считаться полностью авторитетной (как думают некоторые), но тем не менее Википедия более надёжна как источник информационно-справочных материалов по различным областям знаний, нежели другие интернет-источники. Уэйлс назвал Википедию «незаконченной работой».
Частичные изменения были внесены в программное обеспечение Википедии и в инструкции пользователей. Так, 17 декабря 2005 появились новые указания для биографий современников, ужесточающие требования к проверяемости, нейтральности и стилю, в частности, требующие удаления неподтверждённой сомнительной информации о современниках вместо типичного в подобной ситуации запроса источника. Были созданы новые категории для биографий ныне живущих людей.